# Pampos Christodoulou
Pambos Christodoulou (in greco: Πάμπος Χριστοδούλου; Galata, 17 ottobre 1967) è un allenatore di calcio ed ex calciatore cipriota, di ruolo centrocampista.

## Carriera

### Giocatore
Ha sempre militato nelle file di squadre cipriote. Si è ritirato dal calcio giocato nel 1997.

### Allenatore
Quasi 10 anni dopo il ritiro viene ingaggiato come tecnico del Doxa Katōkopias, club con il quale rimane per quattro stagioni. Per l'annata 2010-11 viene chiamato alla guida dell'Olympiakos Nicosia.
Con l'AEL Limassol, dal quale era stato chiamato come tecnico, riesce nell'impresa di conquistare il titolo nazionale  44 anni dopo l'ultima volta. Con il club di Limassol giungerà anche in finale della coppa di Cipro, sempre nello stesso anno, arrendendosì, però, all'Omonia.
Dopo aver allenato per qualche mese l'Anorthosis, dal gennaio 2014 al dicembre 2015 ha guidato la Nazionale cipriota.
Il 9 febbraio 2016 viene richiamato per allenare l'AEL Limassol al posto dell'esonerato Makis Chavos a distanza di 4 anni.
Il 7 marzo 2017, di comune accordo con la società, lascia l'incarico con la squadra al 4º posto in campionato e ammessa alla poule scudetto.

## Palmarès

### Allenatore
- Campionato cipriota: 1

AEL: 2011-12